# Kot bohemian rex
Reks czeski – rasa kota.

## Historia
Reks czeski (Bohemian Rex), zwany jest także Curly Persian (ondulowany pers) lub Tsjechian Curly Cat (cieszyński lok), powstał w wyniku krzyżowania kota perskiego z reksami niemieckimi i kornwalijskimi. Pierwsze długowłose reksy pojawiły się w latach 70. w Cieszynie i dwa niebieskie persy importowane z Niemiec tworzą klucz do okrytej tajemnicą historii tej nowej rasy. Pierwsze kocięta o utrwalonych, stabilnych cechach urodziły się jednak w mieście Liberec w roku 1981. Czeski reks przez wiele lat nie był popularny z powodu słabej jakości futra, ale mimo to w roku 1989 udało się go zarejestrować jako nową rasę. Ostatnie lata ustaliły wzorzec rasy i ostatecznie utrwaliły pożądane cechy tej rasy.

## Wygląd
Czeskie reksy mają futerko półdługie do długiego we wszystkich odmianach barwnych, ale akceptowane są osobniki z krótkim futrem na mordce i uszach. Włosy skręcając się przypominają kształtem literkę "J", "U" lub "S".

## Charakter
Bardzo spokojny, uczuciowy, lubi towarzystwo człowieka. Przyjaźnie nastawiony do otoczenia. Czeskie reksy. jako koty łagodne mogą być towarzyszami dzieci, jeśli te są nauczone, by kotu nie dokuczać. Lubią się bawić z dziećmi i są względem nich delikatne. Są przyjazne wobec innych zwierząt, dobrze dogadują się z innymi kotami i psami w domu.

## Inne koty Rex
- Cornish rex
- Devon rex
- German rex
- Selkirk Rex